# Harry Kende
Harry Kende (24. března 1927, České Budějovice – 8. března 1945, Flossenbürg) byl český student židovského původu zavražděný v Německu v koncentračním táboře krátce před koncem druhé světové války.

## Život
Narodil se do rodiny Vítězslava Kendeho (1889–1944) a jeho manželky Gertrudy (1902–1982), rozené Herrmannové. Měl mladšího bratra Pavla (1929–1935), který zemřel v dětství. Studoval na tehdejší Státní reálné gymnasium v Českých Budějovicích v České ulici. V patnácti letech byl zatčen gestapem a pod transportním číslem 222 18. dubna 1942 deportován spolu s otcem Vítězslavem do koncentračního tábora Terezín. Tam strávili téměř 2,5 roku a pod číslem 386 došlo 28. září 1944 k deportaci Harryho do koncentračního tábora Osvětim. Otec přijel do Osvětimi 1. října a pravděpodobně ihned po příjezdu byl zavražděn.
Následoval transport do koncentračního tábora Flossenbürg, kde byl 8. března 1945, dva měsíce před koncem války a v nedožitých 18 letech, zavražděn.
Jeho matka Gertruda, která přišla o manžela i syna, se po válce provdala za brněnského architekta Otto Eislera.
Podle pamětní desky v budově gymnázia byl do Flossenbürgu z Terezína přesunut z důvodu nákazy tyfem.

## Pieta
Po válce byla v budově gymnázia odhalena pamětní deska se jmény zahynuvších profesorů Rudolfa Strnada a Stejskala a studenta Kende.

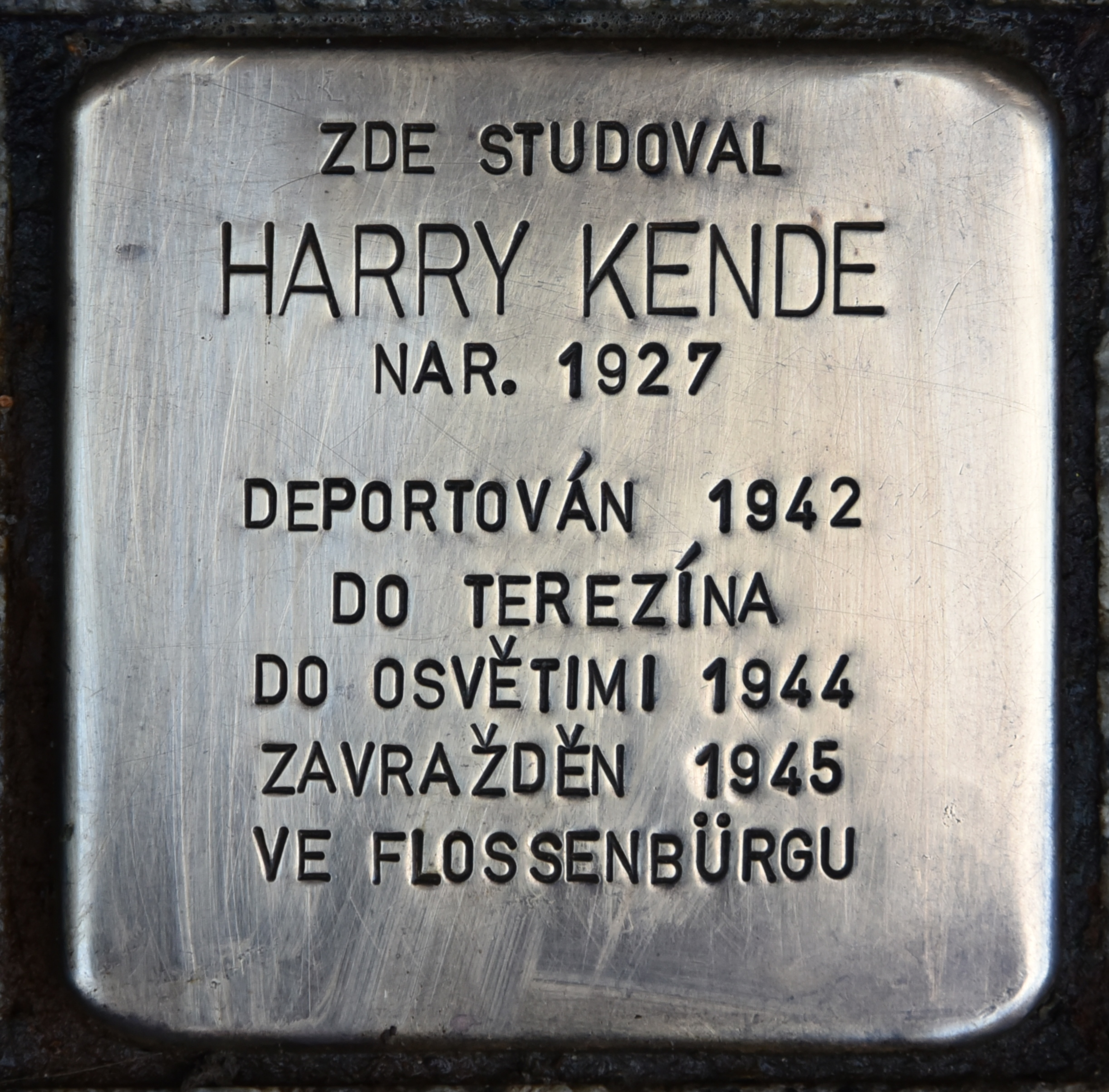
Stolperstein před gymnáziem

6. října 2014 byl před budovou gymnázia Česká (Česká 64, České Budějovice) do dlažby umístěn tzv. Stolperstein (první v Českých Budějovicích), mosazná pamětní deska o rozměrech 100 × 100 milimetrů se jménem a životopisnými daty. Pietní akce se zúčastnili primátor Českých Budějovic Juraj Thoma, poslankyně Vlasta Bohdalová, dále Jaromír Talíř a Daniel Herman za ministerstvo kultury a několik pamětníků druhé světové války a transportu.